# Puschkinstraße 1 (Weimar)

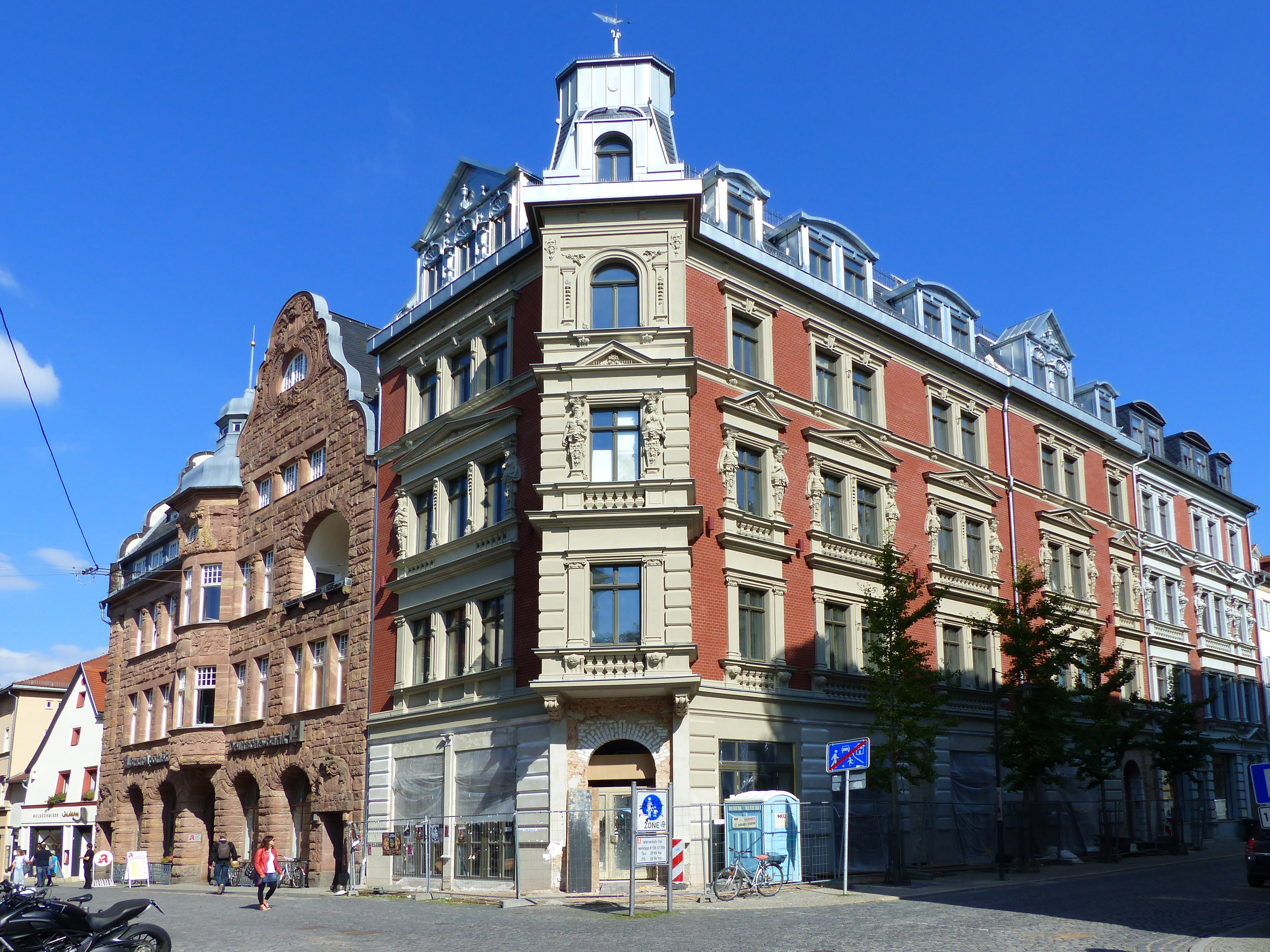
Puschkinstraße 1

Das Haus Puschkinstraße 1 in Weimar, als es noch Parkstraße hieß, wurde 1893 erbaut. Das einstige Hotel bzw. Wohn- und Geschäftshaus gehört dem Historismus.

## Geschichte
Um 1893 war das Haus Parkhaus 1 aller Wahrscheinlichkeit nach ein Neubau als Rosalie Kämpf das Kaiser-Café eröffnete. Das Cafe ging auf zwei Etagen und war beliebter Treffpunkt von Bauhaus-Studenten.
Den Namen Parkstraße hatte die Straße übrigens erst seit 1889. Zu der Zeit wurde die gesamte Front am Frauenplan neu gestaltet. Das zumindest während der während der Zeit des Nationalsozialismus so genannte oder zumindest als solches wahrgenommene Parkhotel wurde in die Bauplanungen des Neubaus des Hotel Elephant einbezogen. Die Rückfassade des Hotel Elephant sollte mit der Rückfassade des Parkhotels eine geschlossene Front ergeben.
Bei den Luftangriffen auf Weimar 1945 erlitt es Schäden, beherbergte aber dennoch den sog. sog. Puschkin-Club. Die Puschkinstraße hat seit 1949 ihren jetzigen Namen.
Sein Nachbarhaus ist die Frauentorstraße 3, das als Bankhaus errichtet wurde. Es gibt eine alte Aufnahme, als die beiden Gebäude, die ihm weichen mussten, an die Wand der Frauentorstraße 1 und der Parkstraße 1 anschlugen.
Zu DDR-Zeiten war hier ein HO-Sportartikelgeschäft. Die historistische Fassade ging bei dem Umbau in den 1950er Jahren weitestgehend verloren, die schon durch den Krieg gelitten hatte. Diese wurde aber weitgehend rekonstruiert. Heute befindet sich hier ein italienisches Hotel mit Restaurant, das 2015 eröffnete.